# Eh quoi, tu es jalouse ?
Eh quoi, tu es jalouse ?  – ou Aha oe feii ? – est un tableau réalisé par le peintre français Paul Gauguin en 1892. Cette huile sur toile représente deux sœurs polynésiennes se reposant nues, après une baignade, sur une plage de sable rendue en rose. Son titre est la traduction en français d'une inscription laissée par l'artiste dans le coin inférieur gauche de la composition. Il s'agit de la retranscription phonétique d'une question posée en tahitien durant la conversation entre les deux jeunes femmes, laquelle porte sur l'amour et la jalousie.  L'œuvre est conservée depuis 1948 au musée des Beaux-Arts Pouchkine, à Moscou, en Russie.